# Sphaerocarpos
Genre
Sphaerocarpos est un genre de plantes de la famille des Sphaerocarpaceae.

## Liste d'espèces
Selon BioLib (22 septembre 2020) :
- Sphaerocarpos cristatus M. Howe
- Sphaerocarpos donnellii Austin
- Sphaerocarpos drewei Wigglesworth
- Sphaerocarpos drewiae Wigglesw.
- Sphaerocarpos europaeus Lorb.
- Sphaerocarpos hians Haynes
- Sphaerocarpos michelii Bellardi
- Sphaerocarpos muccilloi E.Vianna
- Sphaerocarpos stipitatus Bisch. ex Lindenb.
- Sphaerocarpos texanus Austin

Selon Catalogue of Life (22 septembre 2020) et ITIS (22 septembre 2020) :
- Sphaerocarpos cristatus M. Howe
- Sphaerocarpos donnellii Austin
- Sphaerocarpos drewiae Wigglesw.
- Sphaerocarpos europaeus Lorb.
- Sphaerocarpos hians Haynes
- Sphaerocarpos michelii Bellardi
- Sphaerocarpos muccilloi E. Vianna
- Sphaerocarpos stipitatus Bisch. ex Lindenb.
- Sphaerocarpos texanus Austin

Selon The Plant List (22 septembre 2020) :
- Sphaerocarpos cristatus M. Howe
- Sphaerocarpos donnellii Austin
- Sphaerocarpos drewei Wigglesw.
- Sphaerocarpos hians Haynes
- Sphaerocarpos michelii Bellardi
- Sphaerocarpos muccilloi E. Vianna
- Sphaerocarpos texanus Austin

Selon Tropicos (22 septembre 2020) (Attention liste brute contenant possiblement des synonymes) :
- Sphaerocarpos berteroi Mont.
- Sphaerocarpos californicus Austin
- Sphaerocarpos cristatus M. Howe
- Sphaerocarpos donnellii Austin
- Sphaerocarpos drewiae Wigglesw.
- Sphaerocarpos europaeus Lorb.
- Sphaerocarpos hians Haynes
- Sphaerocarpos hura J.F. Gmel.
- Sphaerocarpos michelii Bellardi
- Sphaerocarpos muccilloi E. Vianna
- Sphaerocarpos notarisii Mont.
- Sphaerocarpos siguniangensis R.L. Zhu & You L. Xiang
- Sphaerocarpos stipitatus Bisch. ex Lindenb.
- Sphaerocarpos texanus Austin
- Sphaerocarpos tuberosus (Campb.) R.M. Schust.
- Sphaerocarpos utriculosus Dumort.